# New Inside
New Inside è il terzo album in studio della cantante statunitense Tiffany, pubblicato il 25 settembre 1990.

## Tracce
1. New Inside (Phillip Damien, Dennis Cheese) – 5:35
2. It's You (Tiffany, Kevin Grady, Damien) – 5:22
3. A Moment to Rest / Tenderly (Nayan, Chris Bednar) – 5:27
4. Never Run My Motor Down (André Cymone, Gardner Cole) – 3:58
5. Here in My Heart (Diane Warren) – 4:08
6. Tiff's Back (Maurice Starr) – 3:52
7. Our Love (Damien) – 6:01
8. Life Affair (Gardner Cole, Matthew Garey) – 4:07
9. Back in the Groove (Starr, Tiffany) – 4:35
10. There Could Never (Damien, Mark Wilson) – 7:36